# Pál Dárdai
Pál Dárdai (wym. [ˈdaːrdɒ.i ˈpaːl]; ur. 16 marca 1976 w Peczu) – węgierski trener i piłkarz grający na pozycji środkowego pomocnika. Obecnie pełni funkcję trenera niemieckiego klubu Hertha BSC.

## Kariera
Grał na pozycji środkowego pomocnika. Był kapitanem narodowej reprezentacji Węgier. W latach 1998–2010 rozegrał w niej 61 meczów i strzelił 5 goli. Karierę zaczynał w Pécsi Munkás FC, drugoligowym klubie ligi węgierskiej, potem przeszedł do Budapesti Vasutas, a stamtąd sprowadzono go do Herthy, której barwy reprezentował przez 14 lat.
Po zakończeniu kariery piłkarskiej rozpoczął pracę w młodzieżowych drużynach Herthy, a w latach 2015-2019 był trenerem pierwszego zespołu. Do prowadzenia klubu z zachodniego Berlina powrócił 25 stycznia 2021.